# Tamaulipas
Tamaulipas, oficialmente Estado Libre y Soberano de Tamaulipas, es uno de los treinta y un estados que, junto con la Ciudad de México, forman México. Su capital es Ciudad Victoria y su ciudad más poblada es Reynosa. Fue fundado el 7 de febrero de 1824 a partir del territorio de la antigua provincia de Nuevo Santander.
Está ubicado en el noreste del país, limitando al norte con el río Bravo que lo separa de Estados Unidos, al este con el golfo de México (océano Atlántico), al sur con Veracruz, al suroeste con San Luis Potosí y al oeste con Nuevo León. Tiene un territorio de 80 175 km². Es el sexto estado más extenso, con el 4.1 % de la superficie de total del país. Se divide en 43 municipios.
Tiene una población de 3 527 735 hab. Es el decimotercer estado más poblado y el undécimo menos densamente poblado con 44 hab/km². Tiene cuatro zonas metropolitanas, de las cuales tres son internacionales por estar divididas entre México y los Estados Unidos.
Además de Ciudad Victoria y Reynosa, otras poblaciones importantes son: Tampico, Matamoros, Nuevo Laredo, Ciudad Madero, Altamira, Aldama, Río Bravo, Ciudad Mante, Xicoténcatl y Valle Hermoso.

## Toponimia
El nombre Tamaulipas se piensa que viene del huasteco Tamolipa: "lugar donde se reza mucho", donde el prefijo tam significa "lugar donde". Aunque no existe un acuerdo acerca del significado del vocablo olipa, parece ser que la interpretación más común es "rezar mucho", de óláb, que quiere decir "rezo". No obstante, la etimología más acertada indica que viene de Tamolib, según la Cartilla huasteca de Marcelo Alejandre, donde olib significa "guijarro", aunque también habría hecho referencia a los olives.
El nombre fue tomado de la misión de la Purísima Concepción de la Tamaholipa, construida por el misionero y experto lingüista Andrés de Olmos en lo que hoy es el municipio de González, en la cual acogió a los indígenas olives. Fue elegido para sustituir al de «Nuevo Santander» por intentar revertir una supuesta colonización cultural, aunque probablemente el topónimo igual terminaría siendo sincrético y sigilosamente religioso por su significado.

## Historia

### Época prehispánica
De acuerdo a registros paleontológicos y arqueológicos, los primeros asentamientos humanos en Tamaulipas datan de doce mil años a. C., y están identificados en el llamado "Complejo Diablo", en alusión a un cañón de la sierra de Tamaulipas. Más tarde, a nivel del Trópico de Cáncer, aparecen las primeras manifestaciones de civilizaciones indígenas, ligadas al descubrimiento y domesticación del maíz y, con ello, al inicio de la vida agrícola y la agrupación de asentamientos permanentes. Consecuentemente, en este período comenzó a fincarse en esta región una de las manifestaciones de la cultura Mesoamericana.
Tres fueron las áreas culturales de Mesoamérica en Tamaulipas: los pueblos de la Sierra Madre Oriental, los pueblos de la sierra de Tamaulipas y la Huasteca. Fue en esta última área donde el patrón cultural mesoamericano se definió con mayor claridad y cuyo legado se ha trasmitido hasta la actualidad entre los pueblos indígenas olives y huastecos, si bien los últimos no se desarrollaron por completo en Tamaulipas y sí en otras entidades como San Luis Potosí y Veracruz.
En esta entidad, los huastecos se asentaron principalmente a lo largo de la cuenca baja del río Guayalejo-Tamesí y en los valles montañosos de Tanguanchín (Ocampo) y Tammapul (Tula). Políticamente no constituyeron un estado, sino más bien se integraban como un conjunto de señoríos. Fueron hábiles artesanos y poseían una compleja cosmogonía religiosa, al grado de que en la Huasteca surgió el concepto del dios Quetzalcóatl. Como pueblo ubicado en un espacio periférico de la Mesoamérica nuclear, mantuvieron una larga autonomía hasta que en el posclásico tardío los mexicas sometieron a su dominio en una porción de la Huasteca.
Entre los siglos XV y XVI, sucesivas oleadas de nómadas del norte hicieron replegar a los huastecos hacia el río Pánuco, de tal forma que al momento de la Conquista española, prácticamente ya no ocupaban su territorio. Sobre los grupos de la Sierra Madre Oriental se dispone de investigaciones arqueológicas, además de cierta información sobre la cultura y las lenguas de los pueblos prehispánicos que la ocuparon, como los pisones, janambres, mascorros y pames.
Hacia la parte meridional, en la región de Ocampo, surgieron sociedades indígenas que poseían una significativa diversificación agrícola, mientras que en la parte septentrional, entre los filos de la serranía, hubo asentamientos con un gran trabajo constructivo, como se hace patente en el Balcón de Montezuma, una zona arqueológica ubicada en las cercanías de la actual capital del estado. Para el siglo XVII, al tiempo del primer encuentro con la cultura occidental, la Sierra Madre era ocupada por los pisones. Para el caso de la sierra de Tamaulipas, de ella se tienen antiquísimas referencias históricas, así como múltiples ejemplos de la evolución posterior de los pueblos indígenas que la habitaron, entre ellos los maratines, mariguanes y pasitas.
Lo anterior es visible en las numerosas ruinas diseminadas en toda esta casi impenetrable serranía, como es el caso de El Sabinito, sitio actualmente en investigación, vestigios de una sociedad organizada de tipo mesoamericano. Sin embargo, existen evidencias de que durante el posclásico este modelo cultural se agotó, quedando habitada la sierra por diversos grupos de agricultores tamaholipas, pero de un nivel de civilización menor. En contraste con el mundo mesoamericano, en el norte de la entidad y en todo el conjunto del noreste de México y el sur de Texas, imperó en la antigüedad y después del arribo de los españoles un patrón cultural de múltiples grupos nómadas, entre los que destacan los coahuiltecos, carrizos y cotonames.
Este vasto espacio norteño formó parte del área cultural de Aridoamérica. Se trataba de la presencia de numerosas bandas de indígenas cazadores-recolectores, que deambulaban por las llanuras, especialmente en las cercanías de las corrientes fluviales, los que poseían una reducida cultura material y muy elementales estructuras de organización social. Por mencionar algunos, cabría citar a los carrizos de orillas del río Bravo, a los pintos de las riberas del Conchas o a los janambres del centro de Tamaulipas. 
Asolados por las redadas esclavistas provenientes de la Huasteca o del Nuevo Reino de León durante los siglos XVI y XVII, los indígenas de Tamaulipas ofrecieron una fiera resistencia a la ocupación novohispana. Además, este espacio costero se convirtió en refugio de las etnias de las entidades vecinas, identificados como apóstatas, es decir, que habían renunciado a la cristianización. Con la colonización de la región a partir de la segunda mitad del siglo XVIII, se intentó asentar a los chichimecas en misiones a cargo de frailes franciscanos.
Sin embargo, hubo muy poco arraigo indígena en estas misiones y los diversos grupos que deambulaban por su territorio acabaron por desintegrarse. En este proceso actuaron la guerra, el desequilibrio de sus antiguos hábitats y costumbres de caza y recolección, las epidemias y su poca disposición para asimilarse al orden colonial. Algunos grupos trascendieron hasta mediados del siglo XIX, hasta finalmente desaparecer como etnias diferenciadas y ser asimilados en la sociedad mestiza.

### Época moderna
Antes de la llegada de los conquistadores españoles el territorio de Tamaulipas estuvo ocupado por varias etnias de las cuales sobresalen los huastecos. Américo Vespucio, el célebre cartógrafo italiano que bautizó al continente, visitó el territorio tamaulipeco a principios del siglo XVI y en su correspondencia con Lorenzo di Pierfrancesco mencionó que los nativos llamaban al territorio Lariab. Durante la época virreinal se le conoció como: Reino Guasteca, Provincia de Amichel y Tierra Garayana, Provincia de Pánuco, Comarca de Paul, de Alifau y Ocinan, Médanos de la Magdalena, Costa del Seno Mexicano, Nuevo Reino de León y Nuevo Santander. El nombre actual proviene de la fundación del pueblo de Tamaholipa que hiciese fray Andrés de Olmos en 1544.
El primer asentamiento permanente español en el área fue Tampico en 1554. Lo que ahora es Tamaulipas fue incorporada como una provincia de la Nueva España en 1746 con el nombre de Nuevo Santander. Esto representó la concepción de la forma territorial del estado. Durante la mayor parte de la época virreinal, la población sufrió los embates de los grupos indígenas rebeldes, a los que a su vez esclavizaban o asesinaban. En 1732, José de Escandón arribó al territorio y desarrolló un agresivo programa de colonización y pacificación que se extendería al vecino Nuevo Reino de León. Tras el llamado a la independencia hecho por Miguel Hidalgo y Costilla, Bernardo Gutiérrez de Lara, originario de Revilla (hoy Nueva Ciudad Guerrero), se unió a las filas insurgentes y obtuvo importantes victorias en San Antonio de Béjar (hoy San Antonio, Texas).

Tamaulipas en el México de 1824.

El 17 de abril de 1817, desembarcó en las costas tamaulipecas Francisco Xavier Mina, rebelde español que llegó al territorio a combatir al ejército imperial de su país. A mediados de siglo, tras la consumación de la independencia, la pugna entre liberales y conservadores y la invasión de los Estados Unidos afectaron enormemente la región, la cual adquirió un fuerte sentido de autonomía.
Tras los abusos generados por la presidencia de Antonio López de Santa Anna, en 1840 el gobierno local decidió independizarse de México y unirse a la República del Río Grande junto a los estados de Nuevo León y Coahuila. La incipiente república fue sofocada por el ejército mexicano. Durante la Guerra de Reforma y la Revolución Mexicana se libraron importantes batallas en territorio tamaulipeco y, a principios del siglo XX, Emilio Portes Gil, oriundo del estado, se convertiría en presidente interino de México.

## Política y Gobierno
El Gobierno del Estado es dividido en tres poderes:

#### Poder Ejecutivo
Es representado por el gobernador del estado y es elegido por votación por un periodo de 6 años sin posibilidad de reelección.

#### Poder Legislativo
Es representado por el Congreso del Estado de Tamaulipas compuesto por 36 diputados de los cuales, 22 son electos de manera directa por los ciudadanos en cada uno de los diversos distritos electorales estatales y 14 se distribuyen entre los diversos partidos que compitieron en las elecciones en base al número de votos que se obtuvieron.

#### Poder Judicial
Poder Judicial del Estado de Tamaulipas.

### División política
El estado de Tamaulipas se divide en 43 municipios las ciudades más importantes del estado son Reynosa, Matamoros, Nuevo Laredo, Ciudad Victoria, Tampico, Altamira y Ciudad Madero.

## Geografía
El estado de Tamaulipas es atravesado por el trópico de Cáncer al sur de la capital, Ciudad Victoria, y el clima varía de acuerdo a la zona; en el sur y sureste es húmedo, en el altiplano y serranías es seco y en el centro y noroeste es semicálido, con lluvias escasas; la temperatura media de Matamoros en enero (15 °C) y en julio (28.5 °C), de Tampico en enero (18 °C) y en julio (28.5 °C). La precipitación anual promedio es de 891 mm y la humedad relativa promedio es 67.5 %.
Sus principales ríos son el río Bravo, el río Conchas, el río Purificación, el río Guayalejo los cuales fluyen de poniente a oriente y desembocan en el golfo de México. Tamaulipas tiene un total de 16 presas, siendo la Presa Internacional Falcón la más grande del estado, en el municipio de Nueva Ciudad Guerrero.
Los 43 municipios se dividen en 6 grandes regiones: La Frontera, La Sierra de San Carlos, Los Llanos de San Fernando, La Cuenca Central, Antiguo IV Distrito y La Huasteca Tamaulipeca. En el suroeste de su territorio se encuentra la Reserva de la Biósfera El Cielo, parte de la Red Mundial de Reservas de la Biósfera (UNESCO).
En su territorio existen cuatro tipos principales de comunidades de vegetación: el bosque tropical subcaducifolio, el bosque mesófilo de montaña, los bosques de pinos y encino y el matorral y chaparral xerófilo. Por lo variado de sus ecosistemas, El Cielo presenta especies de flora y fauna muy diversas, como son: el oso negro, el lince, el yaguarundí, el ocelote, el guacamayo verde y el pecarí de collar. Es punto de descanso para aves migratorias y la mariposa monarca durante su trayecto por México (ver la imagen).
| Flora y fauna de Tamaulipas |        |              |                       |                       |                  |
|                             |        |              |                       |                       |                  |
| Jaguar                      | Puma   | Ardilla      | Zorro rojo            | Águila real           | Loro tamaulipeco |
|                             |        |              |                       |                       |                  |
| Tortuga carey               | Caimán | Pecarí       | Venado de cola blanca | Zarigüeya de Virginia | Guacamayo verde  |
|                             |        |              |                       |                       |                  |
| Arce                        | Nopal  | Cactus erizo | Cardón                | Pino                  | Totora           |

## Economía
La principal actividad económica es la industria manufacturera y como actividades menores se ubican el sector de servicios y especialmente en el comercio. Por los 15 cruces fronterizos entre Estados Unidos y Tamaulipas y sus dos puertos marítimos, (Tampico, Altamira), se mueve el 30 por ciento del comercio internacional de México que supera los 280 000 millones de dólares anuales en ambos sentidos, la mayor actividad de importación y exportación ocurre en la frontera entre Nuevo Laredo, Tamaulipas y Laredo, Texas, donde pasa el 28 por ciento del tráfico comercial del Tratado de Libre Comercio para América del Norte (TLCAN). El crecimiento económico del estado a tercer trimestre del 2021 fue de 5.74%, según el Indicador Trimestral de la Actividad Económica Estatal con base 2013.

### Industria
A los servicios sigue la actividad en la planta manufacturera, especialmente en la Industria maquiladora de Exportación en las ciudades fronterizas, y la petroquímica en el Puerto Industrial de Altamira, Ciudad Madero y Tampico. La industria manufacturera en esta entidad reporta 8,143 unidades económicas, entre las que se cuentan: plantas de envasado de refrescos y aguas purificadas, industrias fabricantes del sistema eléctrico automotriz y otras partes del mismo; también aparecen diseminados en barrios y localidades: tortillerías y panaderías.
En el estado de Tamaulipas operaron 98,610 unidades económicas durante 1998 y sobresalen por su mayor número los establecimientos comerciales con más 47.200, de ellos la mayoría realiza sus actividades en el comercio al por menor. Los dedicados a prestar servicios privados son 34,727 (35.2%) y de estos destacan los restaurantes, fondas, talleres de reparación especializada automotriz y agencias aduanales. Asimismo, hay agricultura y ganadería; en donde se encuentran más los campos de agricultura y los de ganado vacuno son al norte y al centro de Tamaulipas.

### Agricultura
En el norte se siembra sorgo, maíz, algodón y trigo. En el centro, principalmente sorgo, maíz, cítricos y trigo. Y en el sur, que es donde más variedad de cultivos hay, sorgo, maíz, cártamo, cítricos, caña de azúcar y algodón.

### Ganadería
El ganado vacuno cumple varias finalidades producir carne, leche y servir como animales de tiro. Una parte importante de la producción de carne de res se envía a otras partes de la República y a los Estados Unidos de América. También se cría cerdos, ovejas, cabras y aves de corral, como pollos, gallinas y guajolotes, además de abejas que producen cera y miel.

### Exportación e inversión
En el cuarto trimestre de 2021 el estado de Tamaulipas representó el 8% de las exportaciones por entidad federativa a nivel nacional con un aumento de 19.4% de la variación porcentual respecto al mismo trimestre de 2020, solo detrás de Chihuahua, Coahuila, Baja California, Nuevo León. En el periodo de enero a septiembre de 2021, el estado atrajo 1123 millones de dólares en inversión extrajera directa (IED). La mayor parte del origen de la IED vino de Estados Unidos y España.

## Demografía

### Población

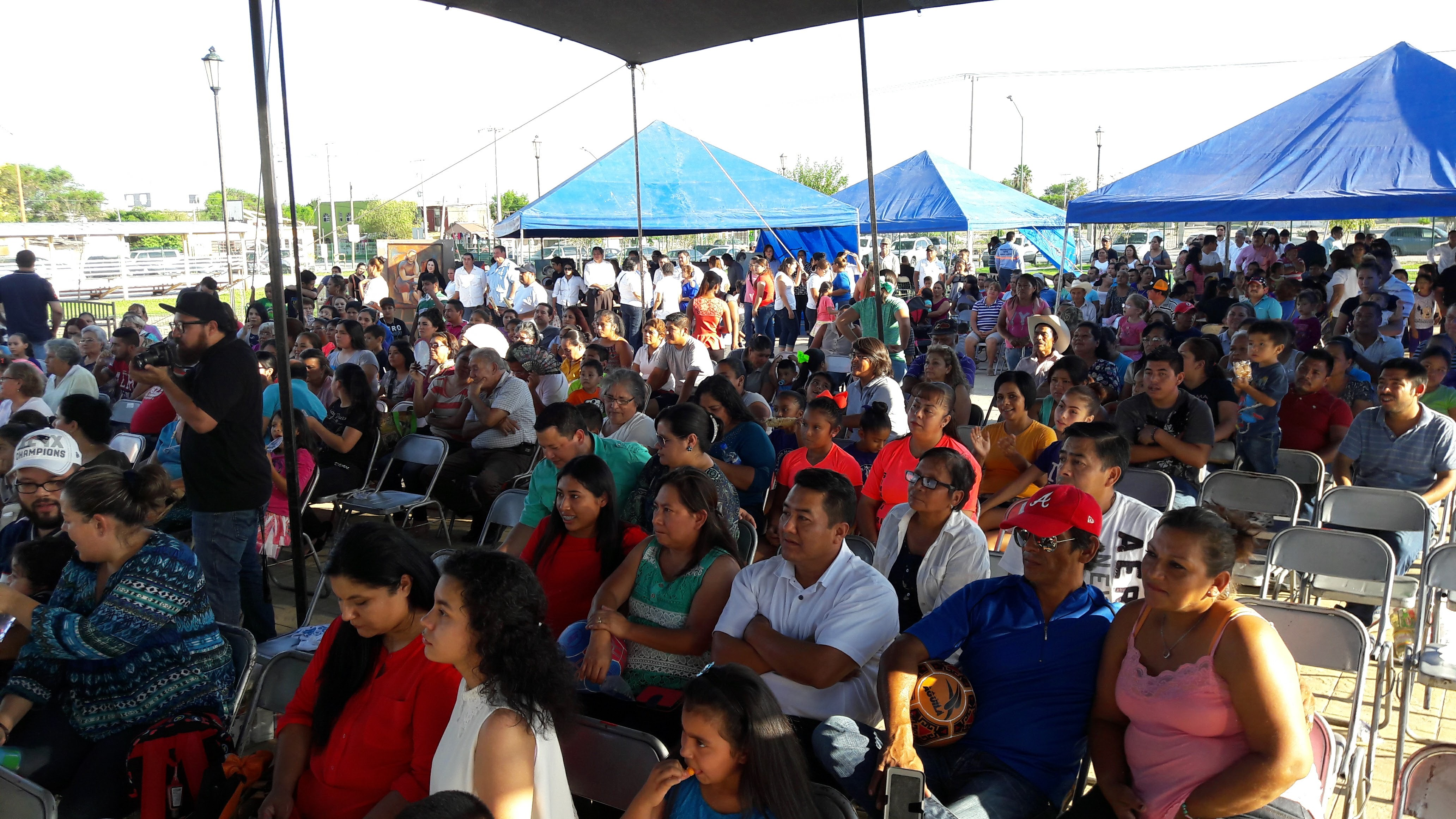
Gente de Nuevo Laredo en festividad de la colonia Pancho Villa.

Según los datos que arrojó el II Censo de Población y Vivienda realizado por el Instituto Nacional de Estadística y Geografía (INEGI) del 2020, el estado de Tamaulipas contaba hasta el año 2020 con un total de 3 527 735 habitantes, de dicha cantidad, 1 736 140 eran hombres y 1 791 595  eran mujeres. En 2020 en Tamaulipas, 67.9 % de la población es católica, 17.4 % protestante, cristiana evangélica, y en tercer lugar se ubican las personas sin religión con el 12.4 % de la población. Cuenta con 22 126 hablantes de lenguas indígenas, predominando el náhuatl y el huasteco. Asimismo, el 6.2 % de los habitantes se identifican como indígenas, entre los que se encuentran los naholas, originarios del municipio de Tula.

### Ciudades importantes
- Ciudad Victoria: es la capital del estado y la sede de los poderes ejecutivo, legislativo y judicial del Estado de Tamaulipas. Está ubicada en el cruce de dos carreteras troncales, la Monterrey-Tampico y la México-Nuevo Laredo (Carretera Federal 85). Ocupa también un lugar preponderante en el ámbito educativo, siendo sede de la rectoría y del campus principal de la mayor institución educativa pública de nivel superior en la entidad, la Universidad Autónoma de Tamaulipas. Así mismo, cuenta con importantes centros de atención a la salud, como es el Hospital Regional de Alta Especialidad.
- Reynosa: es la ciudad más poblada del estado y conforma la zona metropolitana de Reynosa-Río Bravo-McAllen, además, es frontera con Hidalgo, Mission y Pharr, Texas. Tiene la planta de la industria maquiladora más grande del noreste de México y la tercera de toda la frontera México-Estados Unidos. Y cuenta con un Complejo Procesador de Gas de Petróleos Mexicanos (PEMEX) planta de absorción, con capacidad para casi 8.5 hm³ (300 millones de pies cúbicos) de gas al día.
- Matamoros: es una ciudad fronteriza que conforma la zona metropolitana de Matamoros-Brownsville, Texas, y en 1955 fue denominada como la “Gran Puerta de México”. Oficialmente, la ciudad tiene tres títulos que son: heroica, invicta y leal. Tiene la segunda planta más importante de la industria maquiladora en Tamaulipas. En el sur del municipio se ubica el Puerto de Matamoros, cuya transformación de puerto de cabotaje a Puerto de Altura, inició en 2007.
- Nuevo Laredo: forma parte de la zona metropolitana con Laredo, Texas. Considerada la “Capital Aduanera de Hispanoamérica”. Es la frontera terrestre más importante de México y en 2009 el movimiento de comercio exterior en ambos sentidos se estimaba en 250 000 millones de dólares.[cita requerida]
- Tampico: ciudad sede del cluster portuario más importante del estado y del golfo de México, es la parte de la zona metropolitana más poblada del estado de Tamaulipas, además de ser importante centro comercial, educativo, hospitalario y de servicios de la región Huasteca.
- Ciudad Madero: forma parte de la zona metropolitana de Tampico, tiene la única refinería del estado (Francisco I. Madero) (PEMEX).
- Altamira: se encuentra en la zona metropolitana de Tampico y alberga a uno de los puertos industriales más importantes de México, es el primer puerto a nivel nacional en el manejo de fluidos petroquímicos y el cuarto en el manejo de carga.
- Mante: se encuentra en la zona centro-sur del estado de Tamaulipas, es parte de la región Huasteca, con una economía que gira en torno a la agricultura, la ganadería, pequeña y mediana industria y el comercio. La industria azucarera es de las principales actividades económicas del municipio, así como también es un pilar fundamental para la economía de los municipios aledaños.

### Zonas metropolitanas
El estado de Tamaulipas cuenta con cuatro zonas metropolitanas, de ellas, tres son binacionales y una es biestatal. El área metropolitana Reynosa-McAllen  está conformada por dichos municipios del estado de Tamaulipas y el Condado de Hidalgo en el estado de Texas y en 2010 contaba con un total de 1 383 660 habitantes. Las otras dos áreas metropolitanas binacionales son la Zona Metropolitana de Heroica Matamoros-Brownsville con  895 413 habitantes y la Zona Metropolitana Nuevo Laredo–Laredo con 636 516 habitantes. El área metropolitana biestatal es la Zona Metropolitana de Tampico que está conformada por los municipios de Tampico, Altamira y Madero del estado de Tamaulipas y los de Pueblo Viejo y Pánuco del estado de Veracruz los cuales en conjunto agrupan un total de 859 419 habitantes.
| Ciudad       | Población de Ciudad | Población de Municipio | Población de Área Metropolitana | Tipo de Área Metropolitana |
| ------------ | ------------------- | ---------------------- | ------------------------------- | -------------------------- |
| Reynosa      | 589 466             | 646 202                | 1 383 660                       | Internacional R/RB/H       |
| Matamoros    | 449 815             | 520 367                | 895 413                         | Internacional M/C          |
| Tampico      | 297 284             | 314 418                | 859 419                         | Estatal A/CM/T/PV/P        |
| Nuevo Laredo | 373 725             | 399 431                | 636 516                         | Internacional NL/W/H/C     |

### Ciudades más pobladas
| Posición | Ciudad          | Municipio     | Población |
| -------- | --------------- | ------------- | --------- |
| 1        | Reynosa         | Reynosa       | 691 557   |
| 2        | Matamoros       | Matamoros     | 510 739   |
| 3        | Nuevo Laredo    | Nuevo Laredo  | 416 055   |
| 4        | Ciudad Victoria | Victoria      | 332 100   |
| 5        | Tampico         | Tampico       | 297 373   |
| 6        | Ciudad Madero   | Ciudad Madero | 205 933   |
| 7        | Miramar         | Altamira      | 161 820   |
| 8        | Río Bravo       | Río Bravo     | 111 314   |
| 9        | Mante           | El Mante      | 79 515    |
| 10       | Altamira        | Altamira      | 79 824    |

### Municipios más poblados
| Posición | Municipio     | Cabecera Municipal | Población |
| -------- | ------------- | ------------------ | --------- |
| 1        | Reynosa       | Reynosa            | 704 767   |
| 2        | Matamoros     | Matamoros          | 541 979   |
| 3        | Nuevo Laredo  | Nuevo Laredo       | 425 058   |
| 4        | Victoria      | Ciudad Victoria    | 349 688   |
| 5        | Tampico       | Tampico            | 297 562   |
| 6        | Altamira      | Altamira           | 269 790   |
| 7        | Ciudad Madero | Ciudad Madero      | 205 933   |
| 8        | Río Bravo     | Río Bravo          | 132 484   |
| 9        | El Mante      | Mante              | 106 144   |
| 10       | Valle Hermoso | Valle Hermoso      | 60 055    |

## Cultura
Las regiones culturales de Tamaulipas se dividen tradicionalmente en norte, centro, suroeste y costa sur o región huasteca. En todas esas regiones de Tamaulipas, la cultura criolla y mestiza derivó en varias manifestaciones culturales. En el norte se presentan características culturales similares al de las entidades del noreste mexicano: la polka, la redova y el chotis, ritmos europeos que llegaron allí durante el siglo XIX y que han tomado "cartas de naturalización" en la región. Actualmente, la fusión de la música norteña con otros ritmos modernos como la cumbia, la música de banda y el corrido postrevolucionario se han extendido por todo el país, lo que ha dado lugar a lo que hoy se conoce como el movimiento de la música grupera.
En el centro del estado, dentro de la zona serrana de San Carlos, se conserva la tradicional música de la picota, acompañada por danzas y ejecutadas al son de la tambora y el clarinete. En la Región del Suroeste, zona semidesértica donde se asentaron las primeras misiones en el estado, aún se conservan danzas religiosas "de pie y de a caballo", además de danzas procesionales que conllevan una compleja organización comunitaria para su organización. En la Región Huasteca se tiene la tradición del huapango, que es generalmente interpretado por trovadores locales, que suelen representar al estado en festivales culturales relacionados con ese género musical.
A partir del año 2000, el entonces gobernador Tomás Yarrington, instituyó varios festivales culturales que se han mantenido a través del tiempo y que hoy se han ganado un lugar entre los más reconocidos de todo el país. El más importante de ellos es el Festival Internacional Tamaulipas, que se lleva a cabo de manera paralela al Festival Internacional Cervantino de Guanajuato, y que se desarrolla de acuerdo a las tradicionales fiestas de octubre en honor de la creación de la capital del estado. Dentro del marco de este festival, cada año, en todas las regiones del estado, se realiza un amplio programa de actividades con cientos de eventos artísticos y culturales, presentando artistas de talla local, nacional e internacional, ofreciendo conciertos de ópera, danza clásica, teatro, música popular, exposiciones, entre otras manifestaciones artísticas.
Otra de las tradiciones culturales del estado es el conjunto típico tamaulipeco, el cual es una agrupación formada por músicos y bailarines, quienes son responsables de mantener vigente la música y el baile representativos de la entidad. Fue fundado en el año de 1958 bajo el mandato del entonces gobernador Norberto Treviño Zapata. Hoy por hoy, es considerado el máximo expositor de las costumbres y tradiciones propias del estado de Tamaulipas. La música y bailes de cada una de las regiones del estado son ejecutados por artistas profesionales, quienes llevan la alegría y tradiciones que distinguen a los tamaulipecos a cada uno de los rincones del estado y del país.
El estado de Tamaulipas cuenta con una importante infraestructura cultural y es el estado mexicano que cuenta con el mayor número de teatros por habitante. En la capital, Ciudad Victoria, destacan el Centro Cultural Tamaulipas, el Museo de Historia Natural Tamux (cuyo nombre significa "encuentro" en huasteco), el Museo Regional de Historia de Tamaulipas ubicado en el Ex Asilo Vicentino, la Casa del Arte, el Planetario Dr. Ramiro Iglesias Leal y la Rotonda de Tamaulipecos Ilustres.
En Tampico, es imprescindible mencionar al Espacio Cultural Metropolitano, que alberga el Museo de la Cultura Huasteca, la Casa de la Cultura y el edificio de la Aduana Marítima. También es la sede provisional de la prestigiosa Orquesta Sinfónica de la Universidad Autónoma de Tamaulipas, uno de los conjuntos musicales más finos del país.
En Matamoros, el Teatro de la Reforma, recinto cultural centenario, el Museo Histórico del Fuerte Casa Mata, el Espacio Cultural Olímpico, la Galería Albertina, el Museo de Arte Contemporáneo de Tamaulipas, el Conservatorio de Música San Juan siglo XXI y el Museo del Agrarismo Mexicano, en el sitio donde se realizara el primer reparto agrario por el general Lucio Blanco durante la época de la Revolución Mexicana.
Esta ciudad es diferente a las demás debido a la influencia europea y norteamericana en cuanto a la fisonomía, ya que se pueden notar rasgos distintos de estas culturas, las cuales llegaban por medios marítimos. Actualmente es una de las ciudades que mayor auge económico, industrial y comercial tiene derivado de las múltiples empresas que se han asentado dentro de esta ciudad, además que esta ciudad es conocida como la "Atenea Tamaulipeca" debido a las diversas exposiciones de los diferentes aspectos artísticos que ahí se presentan.
En Nuevo Laredo son importantes el Centro Cultural Nuevo Laredo, que alberga el Museo José Reyes Meza y el Museo de Historia Natural Nuevo Laredo, el Centro Regional de Promoción a la Literatura Estación Palabra Gabriel García Márquez.

## Educación
De acuerdo al II Censo de Población y Vivienda del año 2020 del Instituto Nacional de Estadística y Geografía, en Tamaulipas el grado promedio de escolaridad de la población de 15 años y más de edad es de 10.1 años, lo que significa un poco más del primer año de bachillerato. A nivel nacional el promedio es de 9.7 años de edad cursado, lo equivalente a secundaria concluida.
En Tamaulipas, 3 de cada 100 personas de 15 años y más no saben leer y escribir. El mayor porcentaje de población analfabeta en Tamaulipas se encuentra entre las personas de 75 años y más con 16.3 %.
El estado también cuenta con universidades privadas y públicas. La Universidad Autónoma de Tamaulipas es la máxima casa de estudio del estado mantiene 26 campus en diferentes ciudades del estado de Tamaulipas, los cuales están ubicados en Ciudad Victoria, Reynosa, Río Bravo, Matamoros, Nuevo Laredo, Tampico, Ciudad Mante y Valle Hermoso. La Universidad Autónoma del Noreste es una Institución de carácter privado con cobertura regional que brinda educación media superior y superior.
La Universidad del Noreste es una universidad privada mexicana fundada en 1970; fue la primera institución privada de educación superior establecida en el estado de Tamaulipas. El Instituto de Estudios Superiores de Tamaulipas, toma parte en las acciones que el país realiza para mejorar la calidad de vida de todos los mexicanos. Otra universidad privada, la Universidad Valle Del Bravo, fue fundada en 1976 en Reynosa, Tamaulipas.

## Deportes
En el estado de Tamaulipas existe una amplia diversidad de deportes que se practican con gran relevancia.
|                              | Deportes                       | Competiciones                                     | Estadio                                  | Creación |
| Correcaminos de la UAT       | Fútbol                         | Ascenso MX                                        | Estadio Marte R. Gómez                   | 1980     |
| Tampico Madero Fútbol Club   | Fútbol                         | Segunda División de México                        | Estadio Tamaulipas                       | 1982     |
| Correcaminos UAT Victoria    | Baloncesto                     | Liga Nacional de Baloncesto Profesional de México | Gimnasio Multidisciplinario UAT Victoria | 2000     |
| Toros de Nuevo Laredo        | Baloncesto                     | Liga Nacional de Baloncesto Profesional de México | Dr. Rodolfo Torre Cantú                  | 2007     |
| Huracanes de Tampico         | Baloncesto                     | Liga Nacional de Baloncesto Profesional de México | Expo Tampico                             | 2009     |
| Correcaminos UAT             | Fútbol americano universitario | ONEFA                                             |                                          |          |
| Correcaminos Norte de la UAT | Fútbol americano universitario | ONEFA                                             |                                          |          |
| Gavilanes de Matamoros       | Fútbol                         | Segunda División de México                        | Estadio El Hogar                         | 2011     |
| Tecolotes de los 2 Laredos   | Béisbol                        | Liga Mexicana de Béisbol                          | Estadio Nuevo Laredo                     | 2018     |

## Artesanía
La página oficial del Gobierno del Estado de Tamaulipas de 2014 afirma que cuenta con importantes comunidades que se especializan en la manufactura de objetos diversos, utilizando distintos materiales como barro, madera, gamuza, fibras vegetales y elementos marinos, entre otros. La artesanía tamaulipeca se nutre de la necesidad e imaginación de quienes dan forma y vida a estos productos los cuales se llegan a adquirir por su calidad y belleza.
Son artesanías elaboradas, particularmente en las sierras del suroeste, las siguientes: alfarería, barricas de madera, carretas de madera para yuntas, cestería de caña de otate, silla de madera y de montar, talabartería, corte y confección de la cuera tamaulipeca, productos artesanales con piel delgada y manejable, productos artesanales con baqueta, tejidos de ixtle o lechuguilla, tejidos de maguey, tejidos de ixtle de sotol, tejidos de ixtle de somate, tejidos de rosita y tejidos de tule.

## Vestimenta tradicional
Hay una prenda de vestir con la que en todo México se puede distinguir a los tamaulipecos, la cuera tamaulipeca. Esta prenda es un artículo que a lo largo y ancho del estado se usa el como traje de gala para asistir a un evento festivo, como puede ser bailar, tocar música o para un desfile. Se le puede ver tanto en Ocampo como en Tampico, Ciudad Victoria, Matamoros, Reynosa o en Nuevo Laredo; es, por excelencia, el vestido típico tamaulipeco. Ramón Mendoza, artesano de Tula, narra el origen de esta prenda tan singular, con filigrana de cuero y barbas en las mangas, pecho y espalda:
Anteriormente se le llamaba cotón; era una chamarra lisa, larga hasta el suelo, exclusivamente para los vaqueros. La hacían de gamuza de venado pero la hacían para el campo, para protegerse de las ramas, y de ahí nació la idea de hacerle una al general Alberto Carrera Torres, pero ya con algunos adornos; en ese tiempo no se ponían las barbas que se ponen ahora. Esa primera cuera la hizo el capitán Rosalío Reina, que fue compañero revolucionario del general; cuentan que la hizo en plena sierra: donde andaba ahí cargaban la máquina. Los dibujos los tomó de las flores silvestres del campo y de ahí para acá se ha venido estilizando a través del tiempo. No hay una fecha exacta, fue entre 1915 y 1917.

## Gastronomía
La gastronomía de esta región es rica y variada, en la que destacan productos como el maíz, carnes donde hay que mencionar al famoso cabrito, la carne seca, cerdo, pollo, venado y los pescados y mariscos, entre los que se encuentran la negrilla, el robalo y el huachinango.
Entre sus platos típicos hay que destacar el cabrito al pastor, cabrito al horno, parrilladas, gorditas rellenas, tamales de cerdo, asado de puerco, carne asada a la tampiqueña, carne seca con huevo, tortas de la barda, migadas, zacahuil. Además se elaboran excelentes platos con pescados y mariscos como el ceviche, las sopas de mariscos, las jaibas rellenas, el salpicón de jaiba, camarones elaborados de muy diferentes maneras como, por ejemplo, escabeche de camarón o camarones en su jugo, además de los pescados anteriormente nombrados, entre ellos la negrilla, el robalo y el huachinango.
En cuanto a los postres destacar el pemole, que son rosquillas de harina de maíz, gorditas endulzadas con piloncillo, el camote con piña, las frutas cristalizadas y la cocada con piña y nuez. Bebidas típicas de esta región son el agua de jobito, de huapilla y el mezcal.

## Festividades
Todos los años, en diferentes municipios, se realiza la Expo Feria, que cubre las ciudades más grandes del estado en el curso del año. También cada año, en el mes de octubre, se celebra el Festival Internacional Tamaulipas, que se lleva a cabo en todo el estado, con artistas de talla nacional e internacional.
En el Puerto de Tampico, cada año realiza su carnaval, previo 40 días antes de la Semana Santa y días antes del miércoles de ceniza en el Paso Fidel Velázquez (Boulevard Perimetral) junto a la Laguna del Carpintero. Además, durante el período vacacional de Semana Santa se realiza la Expo Feria, Fiestas de abril Tampico, en los terrenos del Centro de Convenciones y Exposiciones y del Espacio Cultural Metropolitano.
A partir del año 2008, se lleva a cabo en la capital del estado, Ciudad Victoria, la Feria Estatal Tamaulipas, donde cada uno de los 43 municipios cuenta con espacios de participación. Esta feria ofrece diversas áreas de exposición que pueden ser disfrutadas por personas de todas las edades, las cuales incluyen circo, delfinario, juegos mecánicos, teatro del pueblo, rodeo, palenque y muchas más. Todo esto se realiza en el llamado “recinto ferial” dentro del Parque Bicentenario.
El 3 de octubre se lleva a cabo la celebración en honor a San Francisco de Asís y se organizan grandes fiestas en la gran mayoría de las comisarías de las localidades de Tamaulipas dando lugar a grandes quermeses organizadas por miembros de grupos pertenecientes a la Iglesia Católica.

## Violencia
El estado de Tamaulipas es uno de los más afectados por la violencia en el país, principalmente causada por el crimen organizado. En febrero de 2010 se provoca un conflicto armado entre los grupos delictivos conocidos como el Cártel del Golfo y Los Zetas, dando como resultado que numerosas ciudades fronterizas se convirtieran en "pueblos fantasma", tal es el caso de la franja fronteriza conocida como "La Frontera Chica" conformada por las ciudades de Miguel Alemán, Mier, Camargo y Nueva Ciudad Guerrero.
En noviembre de 2010 el ejército mexicano, junto con la Policía Federal y la Marina, ponen en marcha un operativo en torno al norte del estado de Tamaulipas, permitiendo que cientos de familias regresaran a sus hogares después de meses de exilio en otros estados, principalmente en municipios como Mier, en donde se da el regreso de alrededor de 4000 personas.
Según el INEGI, en 2012 Tamaulipas contenía 9 municipios con una tasa de homicidios superior a los 100 por cada 100,000 habitantes: Cruillas (106), San Fernando (175), Llera (159), Mier (156), Güémez (141), Hidalgo (135), Nuevo Laredo (134), González (109) y Soto la Marina (100). Por otro lado, los municipios que en 2012 habían tenido más homicidios dolosos fueron Nuevo Laredo (536 homicidios), Victoria (165) y San Fernando (102).
En el año 2013, se contabilizaron 880 homicidios en el estado, dando una tasa de 25 por cada 100 000 habitantes. Esto lo colocó ese año en el puesto 9 de entidades federativa con más homicidios en México. En 2013, Tamaulipas alcanzó el primer lugar nacional en secuestros con 275 casos conocidos y el noveno lugar en robo violento en carreteras (68 casos).
Actualmente Tamaulipas sigue afectado por la violencia, siendo este uno de los factores que han obstaculizado en gran medida la actividad económica y social del estado. En 2014 se estimaba que las pérdidas por violencia por cada empresa en Tamaulipas alcanzaban un promedio de 95 000 pesos anuales (cuarto lugar más elevado del país). Esto lo colocaba por encima del promedio nacional en cuanto a costo del delito por cada empresa (13 600 pesos contra el promedio nacional de 12 800).

## Ubicación geográfica
| Noroeste: Texas           | Norte: Texas                                         | Nordeste: golfo de México |
| Oeste: Nuevo León         |                                                      | Este: golfo de México     |
| Suroeste: San Luis Potosí | Sur: San Luis Potosí Veracruz de Ignacio de la Llave | Sureste: golfo de México  |